# Placidochromis electra
Pyszczak pręgooki (Placidochromis electra) – gatunek ryby z rodziny pielęgnicowatych (Cichlidae). Endemit jeziora Niasa w Afryce Wschodniej. Wykazuje silny dymorfizm płciowy – samiec jest niebieski, a samica szara. Osiąga do 16 cm, samica jest mniejsza od samca. Używana jako ryba akwariowa.

## Galeria

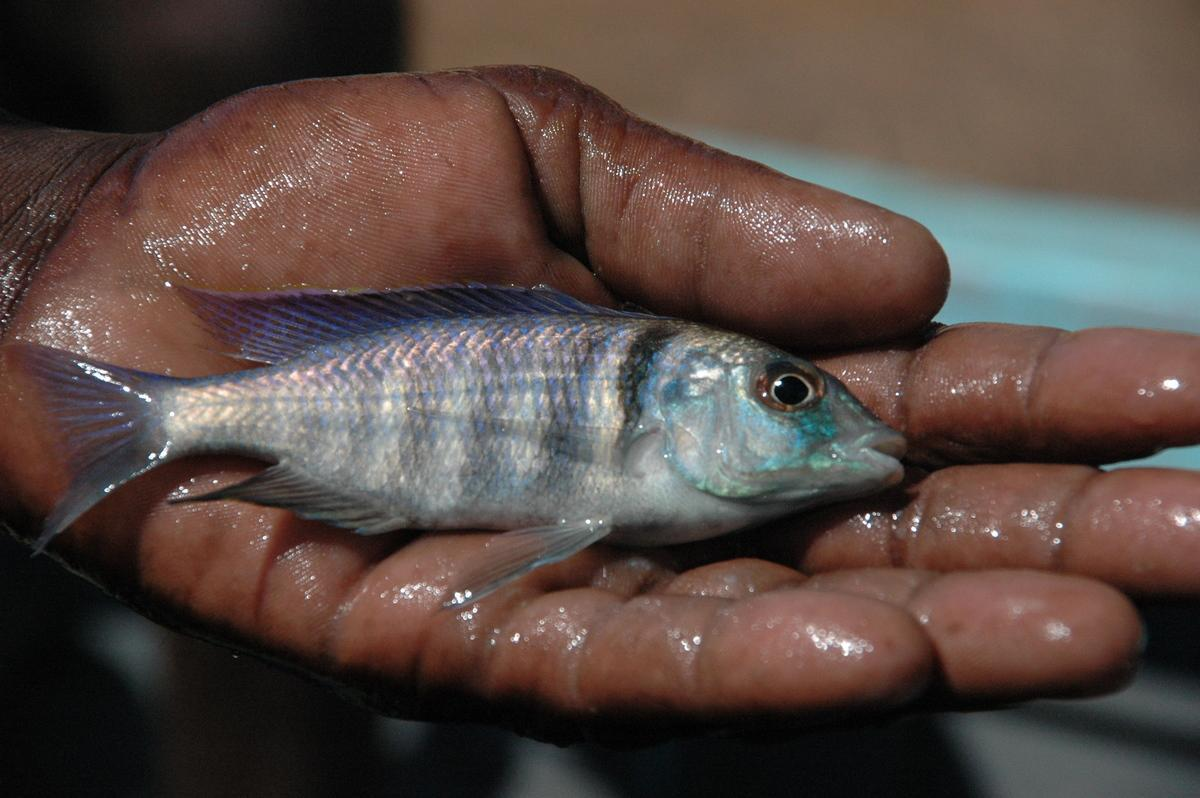
Samiec na dłoni
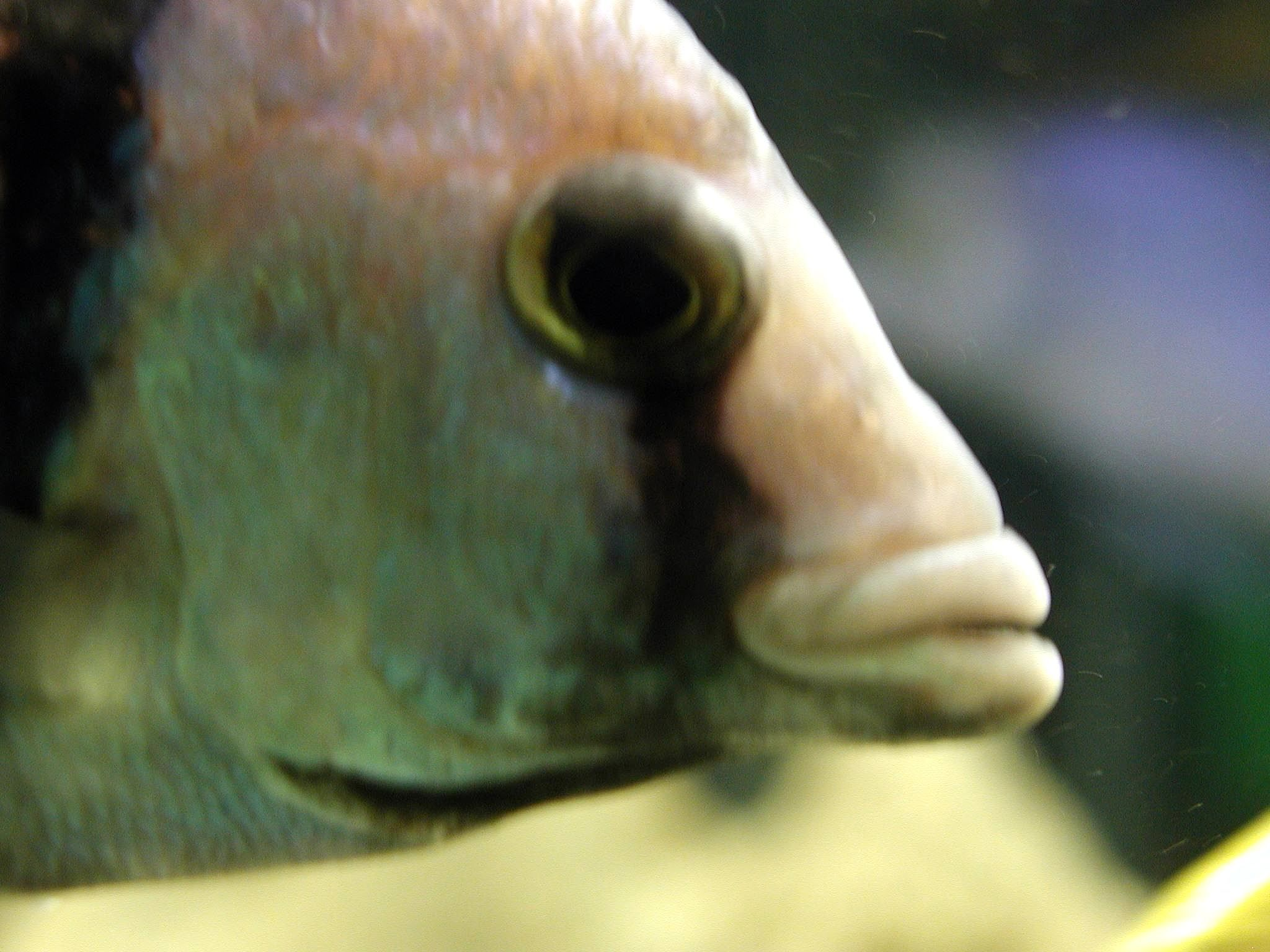
Pyszczek ryby

## Warunki w akwarium
Jest znacznie bardziej towarzyska od innych pielęgnic z jeziora Niasa. Nie niszczy roślin akwariowych. Podczas tarła terytorialna. Należy trzymać ją w parach.
| Zalecane warunki w akwarium | Zalecane warunki w akwarium                                                          |
| --------------------------- | ------------------------------------------------------------------------------------ |
| Zbiornik                    | dużej wielkości, min. 120 cm, z miejscami do składania ikry i piaszczystym podłożem. |
| Temperatura wody            | 22–28 °C                                                                             |
| Twardość wody               | miękka do średnio twardej 10°n                                                       |
| Skala pH                    | lekko zasadowa 7,5–8,5                                                               |
| Pokarm                      | Każdy dostępny w sprzedaży. Należy zapewnić różnorodną dietę.                        |